# Setanta Sports
Setanta Sports es una empresa de televisión de origen irlandés, con sede en Dublín, Irlanda, que transmite programación deportiva en determinados países de Eurasia. Fue fundada en 1990 para facilitar la transmisión de eventos deportivos de Irlanda a audiencias internacionales. 
Setanta Sports ha vendido la mayoría de sus operaciones, estando únicamente operando en sector de Eurasia (Georgia, Ucrania y CIS, excepto Rusia). Anteriormente, la empresa operaba canales en Irlanda, el Reino Unido, Asia, África, Australia, Estados Unidos y Canadá.

## Señales

### Eurasia
Setanta Sports Eurasia está disponible en Armenia, Azerbaiyán, Bielorrusia, Estonia, Georgia, Kazajistán, Kirguistán, Letonia, Lituania, Moldavia, Tayikistán, Turkmenistán, Ucrania y Uzbekistán.
Esta señal se lanzó en 2012 y está disponible en inglés, georgiano, letón, ucraniano y ruso. De 2012 a 2021 fue propiedad de Eurasian Broadcasting Enterprise Ltd (EBEL). En febrero de 2021 fue adquirida por la empresa de televisión deportiva georgiana Adjarasport, quien informó que continuaría con la marca Setanta.
Dependiendo de los derechos de transmisión la programación de los eventos deportivos puede variar por país.

### Anteriores

#### Irlanda
En diciembre de 2015, la empresa de telecomunicaciones irlandesa Eir compró Setanta Sports Ireland Ltd. El 5 de julio de 2016, Setanta Sports pasó a llamarse Eir Sport.

#### África
Esta señal opera en el África subsahariana. Setanta operó Setanta Sports y Setanta Action hasta octubre de 2013, cuando los canales fueron adquiridos por la 21st Century Fox. En julio de 2014, Fox anunció que a partir de agosto de ese año los canales serían renombrados bajo la marca Fox Sports y Fox Sports 2, respectivamente. En agosto de 2019, se anunció que la red cambiaría su nombre a ESPN África el 30 de agosto de 2019, debido a la adquisición de 21st Century Fox por parte de Disney.

#### Australia
Esta señal fue lanzada en 2007. En agosto de 2014, tanto Setanta Sports Australia como Setanta Sports Plus fueron vendidas a Al Jazeera Media Network, con la aprobación de los reguladores de Australia. El canal pasó a ser parte de la cadena BeIN Sports y se convirtió en BeIN Sports Australia en noviembre de 2014.

#### Canadá
Setanta Sports también operaba una versión del canal en Canadá con una empresa conjunta con la compañía de medios canadiense Rogers Communications (Setanta poseía el 20% de la red). Esta señal fue lanzada el 10 de agosto de 2007. La participación minoritaria de Setanta fue adquirida por Rogers en julio de 2011 y el canal pasó a ser parte de la cadena Sportsnet, y se convirtió en Sportsnet World el 3 de octubre de 2011. El relanzamiento también vino junto con un cambio de marca general de las cadenas Sportsnet.

#### Gran Bretaña
Setanta también operaba servicios en el Reino Unido, luego de un período de dificultades financieras, sus servicios en el Reino Unido dejaron de operar en 2009.
Dentro de Gran Bretaña, Setanta GB operaba Setanta Sports 1 y 2, y Setanta Golf. También operaba Setanta Sports News con una empresa conjunta con Virgin Media. Setanta GB también tenía a cargo los canales Arsenal TV, Celtic TV, LFC TV y Rangers TV con los respectivos clubes.

#### Asia
Setanta Sports lanzó una variación del canal en Asia. En 2015, Discovery International compró el canal, desde 2016, el canal todavía tiene la marca Setanta Sports bajo licencia de Setanta Ireland, operado por Eurosport Asia. Setanta Asia operaba Setanta Sports Plus y Setanta Sports Asia. 
Desde el 29 de enero de 2020, Setanta Sports Asia ha sido reemplazada por el nuevo canal de rugby, Rugby Pass TV, que lanzó Rugby Pass, su servicio OTT, en febrero de 2016.

#### Estados Unidos
Setanta Sports se emitió en Estados Unidos con Setanta Sports USA de 2005 a 2010. Fox Sports compró los derechos de programación de la cadena después de la bancarrota, agregándolos a la programación del Fox Soccer Channel (cerrado en 2013), mientras que Setanta fue renombrado como una nueva cadena, Fox Soccer Plus.

#### Otros negocios
- En 2009, Setanta Sports tenía una participación del 10% en One Vision (TDT) junto con otras empresas de telecomunicaciones. Inicialmente, OneVision tuvo la oportunidad de desarrollar la red terrestre digital (TDT) en Irlanda. Las negociaciones con RTÉ Networks fracasaron en mayo de 2010.
- Desde marzo de 2010, Setanta Sports, en asociación con Jennings Bet, ha proporcionado setantabet.com, un servicio de juegos en línea para clientes de Irlanda.[cita requerida]
- En octubre de 2010, Setanta Sports lanzó aplicaciones en el iPhone y un servicio Setanta Goals.